# K.k. Südliche Staatsbahn
A k.k. Südliche Staatsbahn (SStB) egy osztrák-magyar vasúttársaság volt, amely többek között megvalósította 1857-ben a Bécs–Trieszt vasúti összeköttetést.
Az SStB vonalhátózata magában foglalta a Gloggnitz–Mürzzuschlag–Graz–Marburg–Cilli–Laibach–Trieszt vonalat.
Az első vonalszakasz Mürzzuschlag és Graz között 1844. október 21-én nyílt meg, a Semmeringbahn (Gloggnitz–Mürzzuschlag) 1854. július 17-én. Az utolsó Laibach–Triest-i szakasz 1857. július 27-én készült el, megvalósítva ezzel Bécs és Trieszt között a vasúti összeköttetést.
A korábban megnyitott Bécs–Győri Vasút (Wien-Raaber Bahn) üzemeltetését az SStB az 1851. május 1-jén megszerzett üzemeltetési monopólium alapján végezte.
1858. szeptember 23-án az SStB-t a Déli Vasút megvásárolta és így végül a Bécs–Trieszt vonal egy óriási vasúthálózat része lett.

## Fordítás
- Ez a szócikk részben vagy egészben  a   k.k. Südliche Staatsbahn című német Wikipédia-szócikk fordításán alapul.  Az eredeti cikk szerkesztőit annak laptörténete sorolja fel. Ez a jelzés csupán a megfogalmazás eredetét és a szerzői jogokat jelzi, nem szolgál a cikkben szereplő információk forrásmegjelöléseként. Az eredeti szócikk forrásai szintén ott találhatóak.

## Lásd még
- A régi osztrák Államvasutak vontatójárműveinek listája